# Équipe de France féminine de basket-ball des moins de 21 ans
Actualités
L'équipe de France féminine de basket-ball des 21 ans et moins est la sélection des meilleures joueuses françaises de 21 ans et moins. Elle est placée sous l'égide de la Fédération Française de Basket-Ball. Cette sélection regroupait les joueurs de 22 ans et moins jusqu'à l'abaissement de cette catégorie d'âge aux 21 ans et moins par la FIBA en décembre 1998. Le terme 21 ans et moins a remplacé la catégorie Espoirs. Cette catégorie d'âge n'est plus active depuis que la FIBA n'organise plus le championnat du monde des 21 ans et moins.

## Parcours aux Championnats du monde
- 2003 :  3e
- 2007 :  3e

La FIBA n'organise plus de championnat du monde dans cette catégorie d'âge.

## Les sélections médaillées

### Championnat du monde 2003
- Élodie Bertal
- Aurélie Bonnan
- Céline Dumerc
- Élodie Godin
- Émilie Gomis
- Pauline Krawczyk
- Florence Lepron
- Emmeline NDongué
- Sabrina Reghaissia
- Gaëlle Skrela
- Penda Sy
- Claire Tomaszewski

- Entraîneur : Pascal Pisan

### Championnat du monde 2007
- Mélanie Arnaud
- Yvette Assilamehou
- Julie Barennes
- Clarisse Costaz
- Sandrine Gruda
- Sylvie Gruszczynski
- Pauline Jannault
- Lætitia Kamba
- Anaël Lardy
- Endéné Miyem
- Ingrid Tanqueray
- Isabelle Yacoubou-Dehoui

- Entraîneur : Francis Denis